# Ekonomiczna analiza prawa karnego
Ekonomiczna analiza prawa karnego – szczególna dziedzina ekonomicznej analizy prawa, zajmująca się badaniem prawa karnego przez pryzmat czynników o charakterze ekonomicznym.

## Prawo karne jako przedmiot ekonomicznej analizy prawa
Wyjątkowość prawa karnego jako przedmiotu ekonomicznej analizy prawa opiera się na rozbieżności pomiędzy efektywnością prawa, a jego sprawiedliwością. W przypadku prawa karnego dysonans ten przybiera szczególnie wyraźny charakter. O ile zasadami prawa prywatnego powinna rządzić przede wszystkim efektywność, o tyle nie da się tego powiedzieć o stosunkach prawnokarnych.

### Ekonomiczne uzasadnienie prawa karnego
Ekonomiczne uzasadnienie prawa karnego opiera się kilku przesłankach. Przede wszystkim nie zawsze możliwe jest zaistnienie „odszkodowania idealnego”, zachodzącego wtedy, gdy poszkodowanemu obojętne jest, czy zostanie mu wyrządzona szkoda i wypłacone odszkodowanie, czy też szkoda nie zaistnieje, a tym samym nie będzie odszkodowania. Dzieje się tak na przykład w sytuacjach spowodowania trwałego uszczerbku na zdrowiu. Jednakże nawet, gdy w konkretnej sytuacji przejawi się odszkodowanie idealne, przykładowo jeżeli pokrzywdzonemu będzie obojętne, czy straci rękę, czy otrzyma odszkodowanie, to nie jest możliwe dokładne wskazanie tej kwoty przed sądem, a więc wykorzystania idealnego odszkodowania w praktyce.
Ponadto kara, oprócz funkcji rekompensacyjnej, ma na celu odstraszanie od umyślnego wyrządzenia szkód. Państwo wzmacnia zakaz krzywdzenia innych poprzez ustanowienie kar. W związku z tym prawo karne jawi się jako konieczne dopełnienie prawa deliktów. Prawo karne gwarantuje nadto, w przeciwieństwie do prawa cywilnego, ochronę prawa. W przypadku naruszenia prawa majątkowego, np. własności, prawo cywilne oferuje środki skierowane na rekompensatę majątkową, a zatem chroni interes właściciela. Jednakże rekompensata ta w żaden sposób nie jest nastawiona na naprawę samego prawa majątkowego, którego w momencie naruszenia przez sprawcę uprawniony nie był w stanie wykonywać. Wobec tego uznać należy, iż prawo cywilne zabezpiecza majątek poprzez ochronę interesów, prawo karne natomiast gwarantuje wolność.

### Teoria racjonalnego wyboru w prawie karnym
W ramach ekonomicznej analizy prawa karnego stosuje się m.in. teorię racjonalnego wyboru, będącą podstawą koncepcji ekonomicznej. Znajduje ona przede wszystkim zastosowanie przy odpowiedzi na pytanie, jaką karę wymierzyć sprawcy danego przestępstwa bądź w jaki sposób zaprojektować kodeksowy system kar.
Dokonując prawnokarnej analizy powszechne zastosowanie odnajduje teoria racjonalnego przestępcy, zgodnie z którą przestępca, jako homo oeconomicus, dokonuje wyborów nakierowanych na osiągnięcie osobistych korzyści. Ludzkie wybory odznaczają się bowiem racjonalnością, przejawiającą się przy podejmowaniu decyzji leżących w interesie jednostki. Wzorzec racjonalnej jednostki objawia się także u podstaw ekonomicznej teorii przestępczości. Racjonalny przestępca podejmując decyzję o popełnieniu przestępstwa dokonuje najpierw analizy zysków i strat. Analiza ta sprowadza się do uznania, iż przestępca dokona czynu zabronionego, jeżeli korzyści z tego płynące przewyższą karę pomnożoną przez prawdopodobieństwo jej wymierzenia.
Zasadniczy mankament ekonomicznej analizy prawa karnego polega na tym, iż ze względu na założenia modelowych koncepcji racjonalności przestępców nie obejmuje ona przestępstw popełnionych w afekcie.